# Bocanhèras
 Bocanhèras (en francès Boucagnères) és un municipi francès situat al departament del Gers i a la regió d'Occitània.

## Geografia

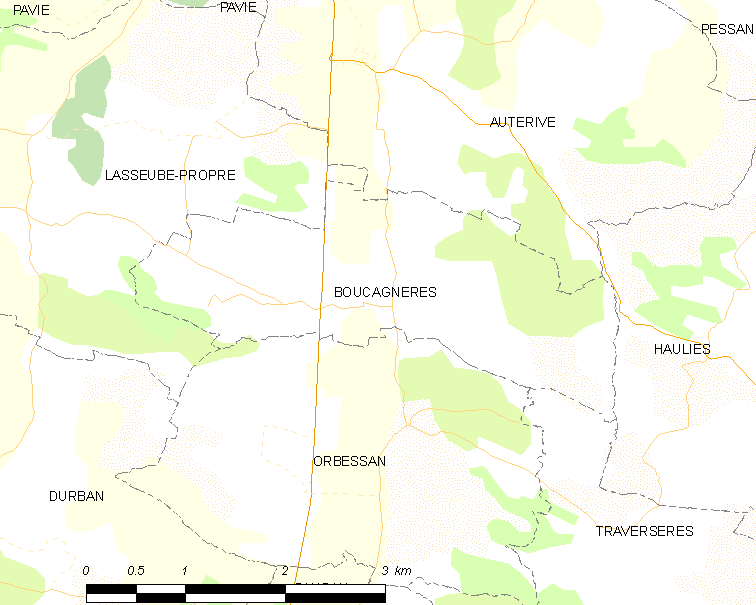
Mapa de la comuna de Bocanhèras

## Administració i política
| Període   | Identitat         | Partit        |
| --------- | ----------------- | ------------- |
| 2001-2006 | Henri Caussade    | Divers droite |
| 2006-     | Jean-Luc Cabannes |               |

## Demografia
| 1962                                       | 1968 | 1975 | 1982 | 1990 | 1999 | 2006 |
| ------------------------------------------ | ---- | ---- | ---- | ---- | ---- | ---- |
| 101                                        | 107  | 91   | 125  | 142  | 141  | 135  |
| Des de 1962: població sense dobles comptes |      |      |      |      |      |      |